# Ginástica na Universíada de Verão de 2021
A ginástica artística será disputada na Universíada de Verão de 2021 de 31 de julho a 4 de agosto e será realizada na Dong'an Lake Arena em Chengdu, China. A ginástica rítmica será disputada de 29 a 31 de julho e será realizada no Ginásio da Universidade Desportiva de Chengdu, em Chengdu.

## Quadro geral de medalhas
*   país anfitrião (CHN China)
| Pos.                | País                | Ouro | Prata | Bronze | Total |
| ------------------- | ------------------- | ---- | ----- | ------ | ----- |
| 1                   | CHN China           | 11   | 6     | 1      | 18    |
| 2                   | JPN Japão           | 3    | 6     | 9      | 18    |
| 3                   | UKR Ucrânia         | 3    | 2     | 1      | 6     |
| 4                   | HUN Hungria         | 2    | 0     | 0      | 2     |
| 5                   | KAZ Cazaquistão     | 1    | 4     | 2      | 7     |
| 6                   | TPE Taipé Chinês    | 1    | 1     | 2      | 4     |
| 7                   | BUL Bulgária        | 1    | 0     | 1      | 2     |
| 8                   | AZE Azerbaijão      | 0    | 2     | 1      | 3     |
| 9                   | GER Alemanha        | 0    | 1     | 0      | 1     |
| 10                  | KOR Coreia do Sul   | 0    | 0     | 2      | 2     |
| 11                  | CZE Chéquia         | 0    | 0     | 1      | 1     |
| 11                  | ESP Espanha         | 0    | 0     | 1      | 1     |
| 11                  | TUR Turquia         | 0    | 0     | 1      | 1     |
| Total (13 entradas) | Total (13 entradas) | 22   | 22    | 22     | 66    |

## Ginástica artística

### Masculino
| Evento           | Ouro                                                               | Prata                                                                                | Bronze                                                                              |
| ---------------- | ------------------------------------------------------------------ | ------------------------------------------------------------------------------------ | ----------------------------------------------------------------------------------- |
| Equipes          | China (CHN) Zou Jingyuan Shi Cong Su Weide Lan Xingyu Zhang Boheng | Japão (JPN) Daiki Hashimoto Shohei Kawakami Kazuma Kaya Kazuki Minami Kaito Sugimoto | Coreia do Sul (KOR) Ryu Sung-hyun Kan Hyun-bae Kim Jae-ho Seo Jung-won Lee Jung-hyo |
| Individual geral | Zhang Boheng CHN China                                             | Shi Cong CHN China                                                                   | Kazuma Kaya JPN Japão                                                               |
| Solo             | Kazuma Kaya JPN Japão                                              | Milad Karimi KAZ Cazaquistão                                                         | Ryu Sung-hyun KOR Coreia do Sul                                                     |
| Cavalo com alças | Lee Chih-kai TPE Taipé Chinês                                      | Nariman Kurbanov KAZ Cazaquistão                                                     | Shiao Yu-jan TPE Taipé Chinês                                                       |
| Argolas          | Lan Xingyu CHN China                                               | Zou Jingyuan CHN China                                                               | Adem Asil TUR Turquia                                                               |
| Salto            | Nazar Chepurnyi UKR Ucrânia                                        | Tseng Wei-sheng TPE Taipé Chinês                                                     | Milad Karimi KAZ Cazaquistão                                                        |
| Barras paralelas | Zou Jingyuan CHN China                                             | Kaito Sugimoto JPN Japão                                                             | Kazuma Kaya JPN Japão                                                               |
| Barra fixa       | Milad Karimi KAZ Cazaquistão                                       | Shi Cong CHN China                                                                   | Kaito Sugimoto JPN Japão                                                            |

### Feminino
| Evento              | Ouro                                                          | Prata                                                                                   | Bronze                                                          |
| ------------------- | ------------------------------------------------------------- | --------------------------------------------------------------------------------------- | --------------------------------------------------------------- |
| Equipes             | China (CHN) Ou Yushan Wei Xiaoyuan Du Siyu Zhang Jin Luo Huan | Japão (JPN) Ayaka Sakaguchi Shoko Miyata Kokoro Fukasawa Kohane Ushioku Chiaki Hatakeda | Espanha (ESP) Maria Llacer Irene Calle Lorena Medina Carla Font |
| Individual geral    | Ou Yushan CHN China                                           | Luo Huan CHN China                                                                      | Ayaka Sakaguchi JPN Japão                                       |
| Salto               | Shoko Miyata JPN Japão                                        | Ayaka Sakaguchi JPN Japão                                                               | Dominika Ponížilová CZE Chéquia                                 |
| Barras assimétricas | Du Siyu CHN China                                             | Sophie Scheder GER Alemanha                                                             | Luo Huan CHN China                                              |
| Trave               | Ou Yushan CHN China                                           | Luo Huan CHN China                                                                      | Ayaka Sakaguchi JPN Japão                                       |
| Solo                | Ou Yushan CHN China                                           | Ayaka Sakaguchi JPN Japão                                                               | Shoko Miyata JPN Japão                                          |

### Quadro de medalhas
*   país anfitrião (CHN China)
| Pos.                | País                | Ouro | Prata | Bronze | Total |
| ------------------- | ------------------- | ---- | ----- | ------ | ----- |
| 1                   | CHN China           | 9    | 5     | 1      | 15    |
| 2                   | JPN Japão           | 2    | 5     | 6      | 13    |
| 3                   | KAZ Cazaquistão     | 1    | 2     | 1      | 4     |
| 4                   | TPE Taipé Chinês    | 1    | 1     | 1      | 3     |
| 5                   | UKR Ucrânia         | 1    | 0     | 0      | 1     |
| 6                   | GER Alemanha        | 0    | 1     | 0      | 1     |
| 7                   | KOR Coreia do Sul   | 0    | 0     | 2      | 2     |
| 8                   | CZE Chéquia         | 0    | 0     | 1      | 1     |
| 8                   | ESP Espanha         | 0    | 0     | 1      | 1     |
| 8                   | TUR Turquia         | 0    | 0     | 1      | 1     |
| Total (10 entradas) | Total (10 entradas) | 14   | 14    | 14     | 42    |

## Ginástica rítmica

### Individual
| Evento | Ouro                              | Prata                             | Bronze                           |
| ------ | --------------------------------- | --------------------------------- | -------------------------------- |
| Geral  | Fanni Pigniczki HUN Hungria       | Khrystyna Pohranychna UKR Ucrânia | Reina Matsusaka JPN Japão        |
| Arco   | Khrystyna Pohranychna UKR Ucrânia | Zohra Aghamirova AZE Azerbaijão   | Elzhana Taniyeva KAZ Cazaquistão |
| Bola   | Fanni Pigniczki HUN Hungria       | Elzhana Taniyeva KAZ Cazaquistão  | Tatyana Volozhanina BUL Bulgária |
| Maças  | Tatyana Volozhanina BUL Bulgária  | Zohra Aghamirova AZE Azerbaijão   | Reina Matsusaka JPN Japão        |
| Fita   | Khrystyna Pohranychna UKR Ucrânia | Elzhana Taniyeva KAZ Cazaquistão  | Zohra Aghamirova AZE Azerbaijão  |

### Grupos
| Evento            | Ouro                                                                               | Prata | Bronze                                                                                    |
| ----------------- | ---------------------------------------------------------------------------------- | --- | ----------------------------------------------------------------------------------------- |
| Geral             | China (CHN) Chen Jiaqi Chen Minshan Li Xuerui Xiao Mingxin Yan Zhiting Zhao Hongyu | Ucrânia (UKR) Marta Borys Diana Dovganiuk Dariia Ivanyk Nikol Krasiuk Anastasiia Ptashnyk Daria Shcherbakova | Japão (JPN) Kyoka Hayashi Yuka Ishii Saya Nishiyama Yuri Shimada Mio Takii                |
| 5 arcos           | China (CHN) Chen Jiaqi Chen Minshan Xiao Mingxin Yan Zhiting Zhao Hongyu           | Japão (JPN) Kyoka Hayashi Yuka Ishii Saya Nishiyama Yuri Shimada Mio Takii                                   | Ucrânia (UKR) Marta Borys Diana Dovganiuk Dariia Ivanyk Nikol Krasiuk Anastasiia Ptashnyk |
| 3 fitas + 2 bolas | Japão (JPN) Kyoka Hayashi Yuka Ishii Saya Nishiyama Yuri Shimada Mio Takii         | China (CHN) Chen Jiaqi Chen Minshan Li Xuerui Xiao Mingxin Zhao Hongyu                                       | Taipé Chinês (TPE) Chan Ting-chen Lai Hsin-ya Lo Yu-ching Peng Fan-xi Tsai Jui-shan       |

### Quadro de medalhas
*   país anfitrião (CHN China)
| Pos.               | País               | Ouro | Prata | Bronze | Total |
| ------------------ | ------------------ | ---- | ----- | ------ | ----- |
| 1                  | UKR Ucrânia        | 2    | 2     | 1      | 5     |
| 2                  | CHN China          | 2    | 1     | 0      | 3     |
| 3                  | HUN Hungria        | 2    | 0     | 0      | 2     |
| 4                  | JPN Japão          | 1    | 1     | 3      | 5     |
| 5                  | BUL Bulgária       | 1    | 0     | 1      | 2     |
| 6                  | AZE Azerbaijão     | 0    | 2     | 1      | 3     |
| 6                  | KAZ Cazaquistão    | 0    | 2     | 1      | 3     |
| 8                  | TPE Taipé Chinês   | 0    | 0     | 1      | 1     |
| Total (8 entradas) | Total (8 entradas) | 8    | 8     | 8      | 24    |